# Georgette Reed
Georgette Reed, född 26 januari 1967, är en friidrottare från Kanada. Hon deltog vid olympiska sommarspelen 1992.